# آدم تان
آدم تان (بالإنجليزية: Adam Tann)‏ هو لاعب كرة قدم بريطاني في مركز الدفاع، ولد في 12 مايو 1982 في Fakenham ‏ في المملكة المتحدة. لعب مع إبسفليت يونايتد وسانت نيوتس تاون وكامبريدج يونايتد ونادي تشيلمسفورد ونادي كامبريدج ستي ونادي ليتون أورينت ونادي ليستون ونوتس كاونتي.

## وصلات خارجية
- آدم تان على موقع قاعدة بيانات كرة القدم.إي يو (الإنجليزية)
- آدم تان على موقع Soccerbase.com (لاعب) (الإنجليزية)